# Ambulyx clavata
Ambulyx clavata är en fjärilsart som beskrevs av Jordan 1929. Ambulyx clavata ingår i släktet Ambulyx och familjen svärmare. Inga underarter finns listade i Catalogue of Life.